# تصفيات كأس الأمم الإفريقية 2015 الدور الثاني
تظهر هذه الصفحة نتائج الدور الثاني من مسابقة تصفيات كأس الأمم الأفريقية لكرة القدم 2015.

## المتنافسون
تأهل 14 منتخبًا من الدور الأول ليتنافسوا على الصعود إلى التصفيات النهائية من خلال مبارتي ذهاب وإياب، والمنتخبات هي:
1. مالاوي
2. الكونغو
3. بنين
4. موريتانيا
5. أوغندا
6. كينيا
7. موزمبيق
8. سيراليون
9. تنزانيا
10. بوتسوانا
11. رواندا
12. غينيا بيساو
13. ليسوتو
14. سيشل

## المباريات
المباريات معروضة بتوقيت جرينيتش+1.

### جولة الذهاب
| أوغندا                  | 2 – 0 | موريتانيا |
| ----------------------- | ----- | --------- |
| ماجويجا 47' · أوكوي 68' | تقرير |           |

| بوتسوانا                                      | 0 – 0 | غينيا بيساو |
| --------------------------------------------- | ----- | ----------- |
| ليمبوني نشيرليتسو 27' · ليمبوني نشيرليتسو 39' | تقرير |             |

| سيراليون                                     | 2 – 0 | سيشل |
| -------------------------------------------- | ----- | ---- |
| خليفة جابي 55' · عمر بانجورا 72' (ركلة جزاء) | تقرير |      |

| ليسوتو        | 1 – 0 | كينيا |
| ------------- | ----- | ----- |
| موليتساني 60' | تقرير |       |

| تنزانيا                     | 2 – 2 | موزمبيق                               |
| --------------------------- | ----- | ------------------------------------- |
| خميس مشا 66' · خميس مشا 72' | تقرير | بيليمبي 47' (ركلة جزاء) · كارفالو 90' |

| الكونغو              | 2 – 0 | رواندا |
| -------------------- | ----- | ------ |
| غاندزي 70' · دور 86' | تقرير |        |

| بنين         | 1 – 0 | مالاوي |
| ------------ | ----- | ------ |
| سيسينيون 18' | تقرير |        |

### جولة الإياب
| سيشل | ألغيت | سيراليون |
| ---- | ----- | -------- |
|      | تقرير |          |

| مالاوي    | 1 – 0 | بنين |
| --------- | ----- | ---- |
| باندا 13' |       |      |

| رواندا                     | 2 – 0 | الكونغو |
| -------------------------- | ----- | ------- |
| نداهيندوكا 55' · كاجير 60' | تقرير |         |

| غينيا بيساو | 1 – 1 | بوتسوانا         |
| ----------- | ----- | ---------------- |
| كاساما 19'  | تقرير | راماتلاكواني 90' |

| كينيا | 0 – 0 | ليسوتو |
| ----- | ----- | ------ |
|       | تقرير |        |

| موزمبيق                    | 2 – 1 | تنزانيا    |
| -------------------------- | ----- | ---------- |
| ماكايس 45+1' · بيليمبي 83' | تقرير | ساماتا 77' |

| موريتانيا | 0 – 1 | أوغندا         |
| --------- | ----- | -------------- |
|           | تقرير | سينتونجو 90+2' |

## المتأهلون
تأهلت المنتخبات السبع التالية إلى التصفيات النهائية:
1. الكونغو (تأهلت بدلًا من  رواندا بسبب التزوير في أوراق أحد اللاعبين).[1][2] ←المجموعة أ
2. مالاوي ←المجموعة ب
3. ليسوتو ←المجموعة ج
4. سيراليون ←المجموعة د
5. أوغندا ←المجموعة هـ
6. موزمبيق ←المجموعة و
7. بوتسوانا ←المجموعة ز